# Gordon Murray Automotive T.50
La T.50 est une voiture de sport (supercar) du constructeur automobile britannique Gordon Murray Automotive (GMA), présentée en juin 2019 et produite en série limitée à 125 exemplaires à partir de 2022.

## Présentation

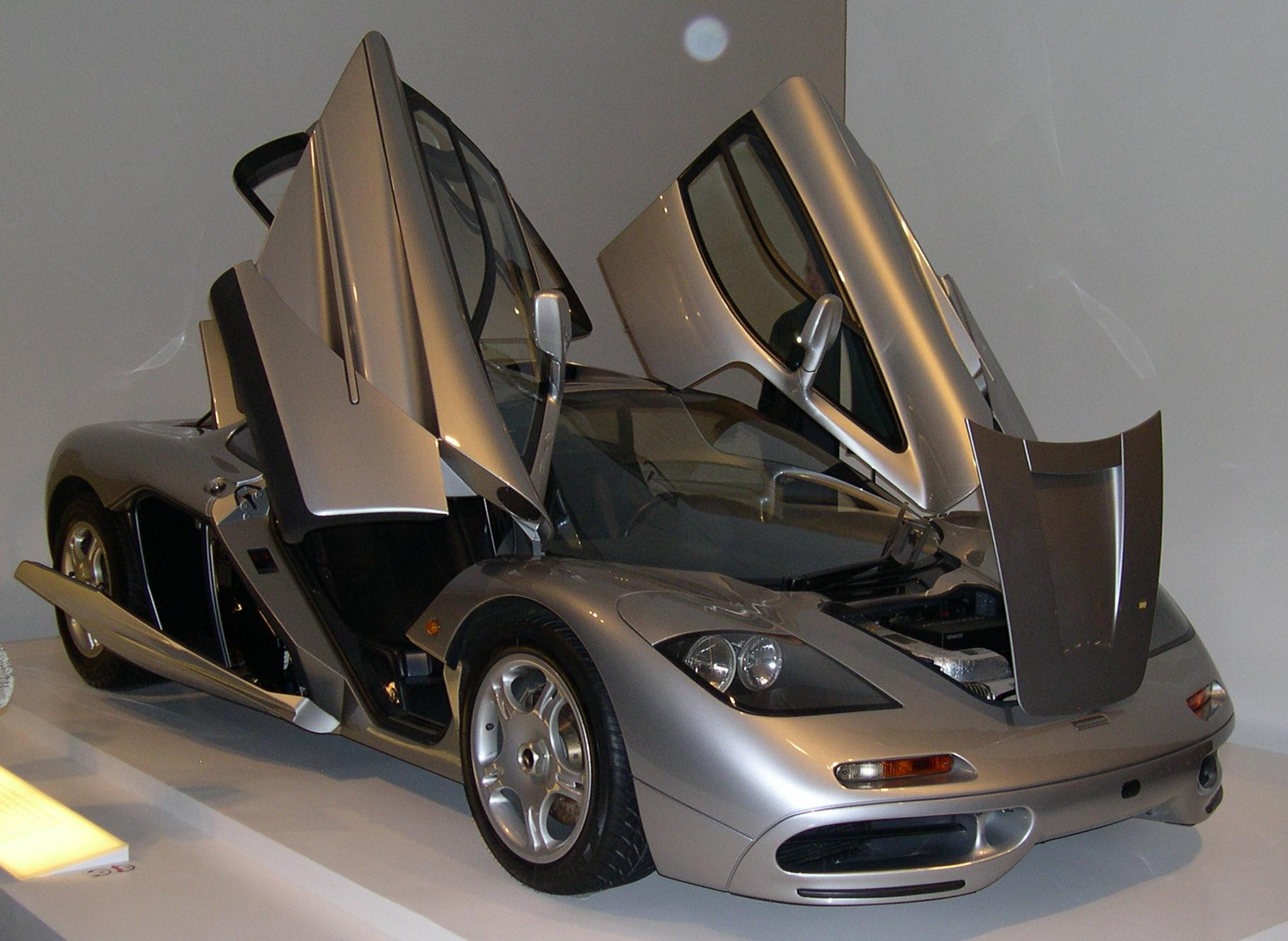
McLaren F1, l'inspiratrice.

La supercar T.50 est dévoilée virtuellement le 5 juin 2019 et présentée officiellement le 5 août 2020. Elle est la première voiture du nouveau constructeur Gordon Murray Automotive fondé en 2017 par Gordon Murray, ingénieur en mécanique et ancien directeur technique d'écurie de Formule 1. Son design et sa conception intérieure font hommage à la McLaren F1 développée par l'ingénieur en 1993.
La T.50 est produite en une série limitée à 100 exemplaires pour la route, dont les livraisons débute en 2022. Elle est vendue au tarif de 2,36 millions de livres hors-taxe.
La GMA T.50, dont le chiffre 50 fait référence à la 50e voiture créée par Gordon Murray, a été entièrement dessinée par Gordon Murray Design, la seconde société de Gordon Murray et construite au Royaume-Uni par le constructeur.
La T.50 se pose en concurrente des Aston Martin Valkyrie, McLaren Senna, Brabham BT62R ou encore Mercedes-AMG Project One, des supercars homologuées pour la route.

### T50s Niki Lauda
Le 22 février 2021, jour anniversaire du pilote autrichien Niki Lauda, Gordon Murray Automotive présente la version piste de sa supercar, la T50s Niki Lauda. Elle est produite à 25 exemplaires à partir de 2023, après la production des 100 versions route.

## Caractéristiques techniques
L'aérodynamique est extrêmement travaillée avec un aileron mobile, et un système à effet de sol inspiré de la Brabham BT46B de 1978 (surnommée « fan car »), conçue aussi par l'ingénieur Gordon Murray, à l'aide d'un ventilateur de 400 mm implanté dans la poupe de la T.50 qui force l'aspiration d'air.
Comme la McLaren F1 et dernièrement la McLaren Speedtail, la T.50 possède trois places, où le pilote est assis au centre de la voiture et les deux passagers sont positionnés en retrait de celui-ci à sa gauche et à sa droite. Et comme la McLaren F1, ses portes s'ouvrent aussi en dièdre.
La T.50 pèse 986 kg grâce à sa monocoque en fibre de carbone et ses panneaux de carrosserie en carbone, qui avec le moteur, joue un rôle porteur dans la structure.

### Motorisation
Elle est motorisée par un V12 de 3,99 litres de cylindrée réalisé par Cosworth doté de quatre soupapes par cylindre, d'une puissance de 663 ch à 11 500 tr/min, avec un régime maximal de 12 100 tr/min, et 467 N m de couple à 9 000 tr/min, et accouplé à une boîte de vitesses manuelle à 6 rapports conçue spécifiquement par Xtrac. Le moteur reçoit le renfort d'un alterno-démarreur 48 volts (20 kW). La puissance peut passer à 700 ch pendant un court instant avec le mode « V-Max boost », en utilisant le ventilateur arrière et une admission d'air dynamique.
|                                                      | GMA T.50                                      | GMA T.50s Niki Lauda           |
| ---------------------------------------------------- | --------------------------------------------- | ------------------------------ |
| Moteur                                               | V12 Cosworth à 65°                            | V12 Cosworth à 65°             |
| Admission                                            | Atmosphérique                                 | Atmosphérique                  |
| Cylindrée (cm³)                                      | 3 994                                         | 3 994                          |
| Puissance maximale ch (kW)                           | 663 (487) Boost :700 (515)                    | 735 (540)                      |
| au régime de (tr/min)                                | 11 500                                        | 11 500                         |
| Couple maximal (N m)                                 | 467                                           | 485                            |
| au régime de (tr/min)                                | 9 000                                         | 9 000                          |
| Boîte de vitesses                                    | Manuelle 6 rapports (Xtrac)                   | Automatique 6 rapports (Xtrac) |
| Transmission                                         | Aux roues arrière (Propulsion)                | Aux roues arrière (Propulsion) |
| Vitesse maximale (en km/h)                           |                                               | 275 à 320                      |
| 0-100 km/h (en s)                                    |                                               |                                |
| Consommation (en ℓ/100 km) urbain/extra-urbain/mixte |                                               |                                |
| Émissions de CO2 (en g/km)                           |                                               |                                |
| Masse à vide (kg)                                    | 986                                           | 852                            |
| Capacité du réservoir (ℓ)                            |                                               |                                |
| Taille des pneus                                     | Avant : 235 / 35 R 19 Arrière : 295 / 30 R 20 |                                |
| Prix (Hors taxe)                                     | 2 360 000 £                                   | 3 100 000 £                    |